# José Célio Mil-Homens Filipe

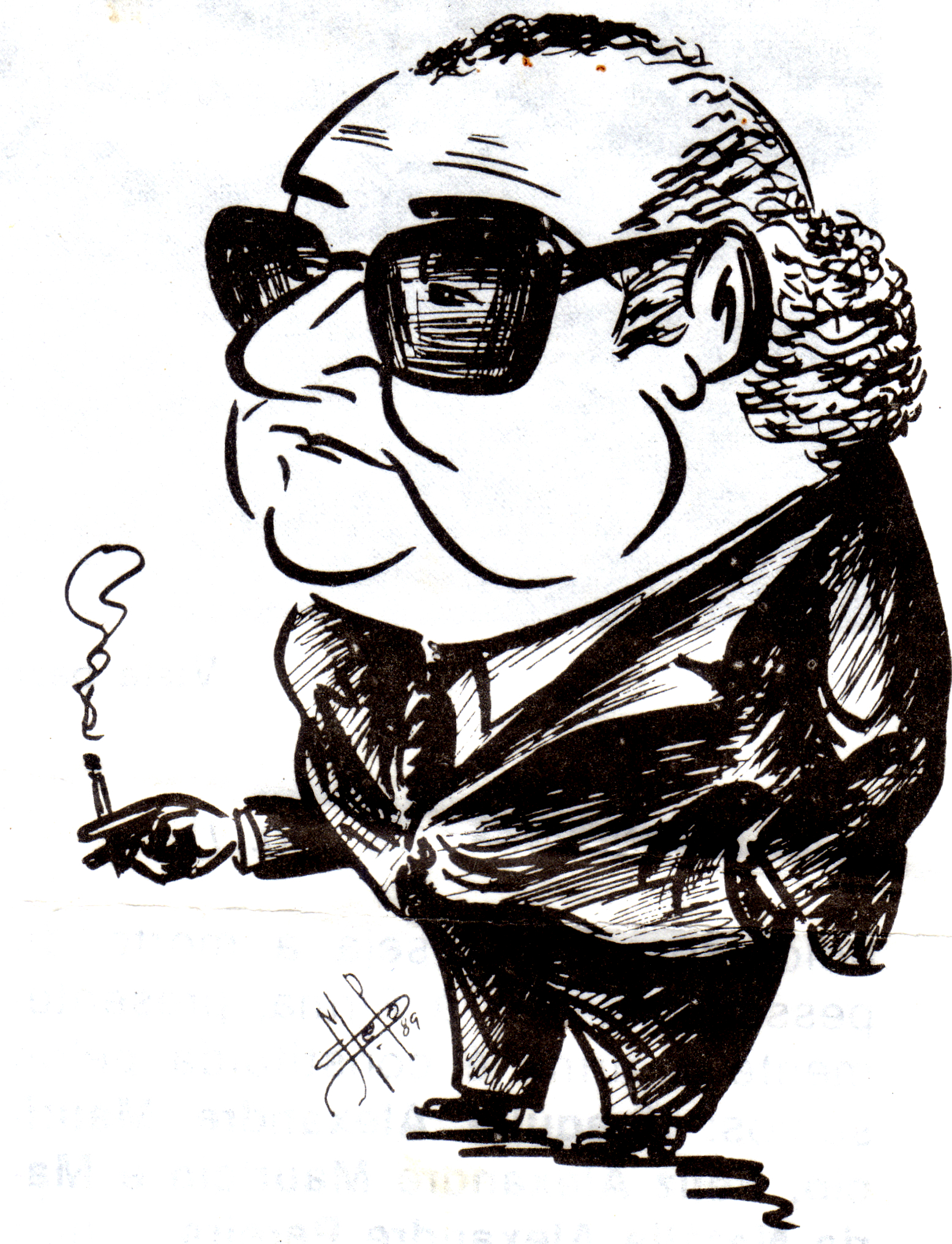
José Célio Mil-Homens da Silva Filipe. Caricatura por Carlos Melo

José Célio Mil-Homens da Silva Filipe (Bombarral, 18 de Agosto de 1928 - Caldas da Rainha, 28 de Maio de 2009) foi um político e técnico de farmácia português.

## Biografia
Nascido no Bombarral, foi o segundo filho de Augusto da Silva Filipe (Alvito, 5 de Novembro de 1899 - Bombarral, 19 de Maio de 1971), empresário e técnico de farmácia, e de Mariana Mil-Homens da Silva Filipe (Bombarral, 8 de Outubro de 1898 - Bombarral, 23 de Fevereiro de 1988). Irmão de Maria Natália Mil-Homens da Silva de Mora Féria, farmacêutica e professora.
Participou no MUD (Movimento de Unidade Democrática) juvenil, na segunda metade dos anos 40, e apoiou activamente as campanhas do General Norton de Matos à Presidência da República, em 1949, com sessão de candidatura realizada no Teatro Eduardo Brazão, e do General Humberto Delgado, em 1958. Integrou o movimento unitário CDE, desde o seu início, e participou nas Campanhas Eleitorais de 1969 e 1973. Eleito pelo Partido Comunista Português (PCP), integrou a vereação da Comissão Administrativa da Câmara Municipal do Bombarral após a revolução do 25 de Abril, tendo exercido funções entre 14 de Agosto de 1974 e Fevereiro de 1976. Foi eleito presidente da mesma Comissão a partir de 27 de Fevereiro de 1975. Com as primeiras eleições democráticas realizadas em Dezembro de 1976, integrou o executivo municipal que tomou posse em Janeiro de 1977. José Célio Mil-Homens Filipe foi vereador eleito da Câmara Municipal do Bombarral durante 14 anos, entre 1976 e 1990. Foi ainda membro da Assembleia Municipal entre 1990 e 1993, tendo participado em 36 sessões. Fez também parte do conselho de administração dos Serviços Municipalizados de Água da Câmara Municipal do Bombarral. No decurso da sua actividade municipal, desenvolveu um papel importante na defesa dos interesses locais das populações do seu concelho.
Desempenhou, igualmente, diversas funções directivas em várias Associações culturais, desportivas, recreativas e humanitárias, do concelho do Bombarral, de que se destacam o Cine Clube do Bombarral, a União Cultural e Recreativa do Bombarral, a Associação Humanitária Bombeiros Voluntários do Bombarral (2 anos como director e sócio desde os 18 anos), o Teatro Eduardo Brazão e o Sport Clube Escolar Bombarralense (SCEB). Deste último, fez parte da Direcção durante 7 anos, foi seccionista, atleta (ganhou, por exemplo, primeiros prémios em ténis de mesa) e massagista. No Cine Clube do Bombarral, cuja acta foi lavrada em janeiro de 1959, integrou a Direcção juntamente com Albertino Monteiro Crespo, António Fernandes de Oliveira, Emídio Ferreira Mil-Homens e José dos Santos Ferreira. No final dos anos 50, integrou a sociedade de quotas "Amigos do Café Imperial", contribuindo para a recuperação deste espaço comercial bombarralense. A sociedade "Café Imperial, Limitada" foi constituída em 1947, contando com 64 sócios, incluindo o seu pai, Augusto da Silva Filipe, bem como outros empresários, artistas e autarcas.
Simultaneamente, exerceu a profissão de técnico/gerente no estabelecimento de família, Farmácia Hipodérmia, Bombarral, onde durante várias décadas exerceu um papel marcante junto da população. Residiu na Foz do Arelho nos últimos anos de vida. Faleceu em 28 de Maio de 2009, nas Caldas da Rainha, tendo sido sepultado no Cemitério de São Brás, no Bombarral. Ficou na memória como um cidadão íntegro, culto e firme das suas convicções políticas, em defesa da liberdade. Sendo caracterizado por uma personalidade fraterna e humanista, mereceu sempre a admiração de todos os funcionários da autarquia, dos restantes eleitos e da população do concelho.

### Juventude
Residente no Bombarral (Rua Luís de Camões, 36), contactou, desde jovem, com cidadãos anti-fascistas, dos quais se podem destacar a família Maldonado Freitas, Dr. Orlando Lindim Ramos, Jorge de Almeida Monteiro, Humberto Sousinha Macatrão, Antero Rodrigues Furtado, entre outros, com os quais manteve relação de amizade ao longo da vida. Tendo sido grandemente influenciado por este grupo de pessoas, também o aspecto profissional teve um papel preponderante. Aos 16 anos, em Setembro de 1944, termina o Curso de Comércio na Escola Industrial e Comercial de Rafael Bordalo Pinheiro, nas Caldas da Rainha e assume funções na farmácia da família. É ao balcão da farmácia que ganha consciência da falta de resposta das entidades responsáveis para o sector da saúde, contribuindo para o despertar da sua consciência política, tendo participado no MUD juvenil, e apoiado activamente as campanhas do general Norton de Matos e do general Humberto Delgado. Nos anos 40, integrou o clube de futebol "Os Bairristas", do Bombarral. Foi admitido como sócio do Sport Clube Escolar Bombarralense (SCEB) em 1 de julho de 1942, com o número 11, sendo um dos mais antigos.

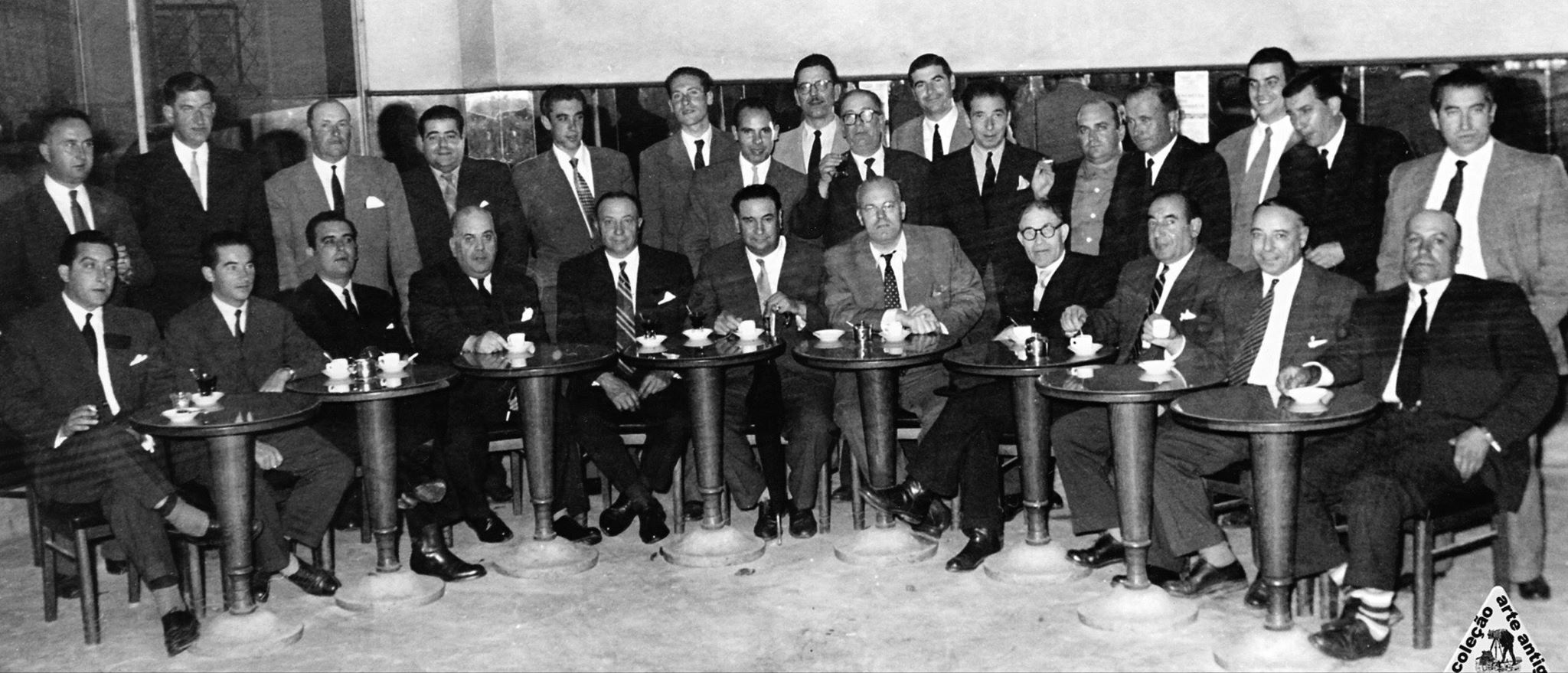
Sociedade do Café Imperial, Bombarral, 1961. José Célio - fila de cima, 4º a contar da esq.

### 25 de Abril de 1974
Antes do 25 de Abril, o PCP já estava organizado no Bombarral, com uma "célula" principal na empresa Capristano e Ferreira, enfrentando frequentes detenções de seus membros. Durante este período, dezenas de bombarralenses, incluindo famílias inteiras, não tinham direito de voto, sendo o seu nome assinalado a vermelho nos cadernos eleitorais, nomeadamente durante as eleições do General Humberto Delgado. Enquanto activista, José Célio conseguiu sempre receber o boletim de voto pelo correio, sendo obrigado depois a enviar por um carteiro de confiança. "Eu fui uma das vítimas, apesar de nunca ter estado preso, ao contrário de muitos bombarralenses. Na véspera da revolução recebi uma intimação e é natural que fosse, juntamente com o padre Alfredo Cerca, detido pelas forças policiais. Pelo menos era essa a informação que estava no Forte de Peniche, para que passássemos, pelo menos 24 horas encarcerados. Éramos os chamados reviralhistas, uma vez que fui sempre uma pessoa que nunca se calou e que tomava determinadas atitudes que poderiam ser prejudiciais a certos movimentos que existiam. Mas como não tinha liberdade de acção, não pertenci a nenhum movimento partidário. No entanto, fui durante 7 anos director do Bombarralense e nunca tomei posse do cargo porque nunca quis subscrever um documento, obrigatório na altura, em como não pertencia a organizações subversivas. Pertenci a muitas associações, como a dos Bombeiros, do Cineclube e nunca fui sancionado pelo organismo estatal que tutelava os organismos associativos.".
No dia 25 de Abril de 1974, José Célio constatou que a vila ficara praticamente deserta devido a um apelo na rádio que instou ao fechamento dos estabelecimentos comerciais e à permanência das pessoas em casa. Nesse mesmo dia, ocorreu a passagem de viaturas militares a caminho de Peniche, onde se encontravam detidos diversos presos políticos, não incluindo bombarralenses. José Célio, tal como a maioria dos habitantes, foi surpreendido pela revolução, especialmente um mês após a revolta das Caldas da Rainha, período em que as forças de segurança, incluindo a PIDE, se mantinham alerta. Após a revolução, com a demissão do Dr. Pedro Pires, a gestão dos serviços da autarquia ficou a cargo do Sr. Henrique Cortes. No dia 26 de Abril, uma manifestação popular ocorreu espontaneamente, marcada pela emoção intensa da população. No mesmo dia, José Célio e outros colaboradores reuniram com o novo dirigente, indicando que estavam indigitados pelo Governo Civil de Leiria para assumir a administração da Câmara Municipal. Deslocaram-se ao quartel bombarralense onde pediram para retirar as fotografias de Américo Tomás e Marcelo Caetano. A transição de poder na Câmara Municipal decorreu sem incidentes. Foram organizadas reuniões no Teatro Eduardo Brazão, por convites, com cerca de 120 pessoas, onde foram discutidos os passos seguintes. Destas reuniões, emergiu uma comissão que foi submetida a sufrágio, que teve lugar no Campo de Futebol, assistido por centenas de pessoas. O acto foi sancionado pelo Movimento das Forças Armadas e pelo Dr. José Vareda, advogado, após um escrutínio popular, dado o período revolucionário que decorria. A Comissão Administrativa resultou composta por António Costa (eleito presidente), Dr. Fernando Neto Ferreirinha, José Célio Mil-Homens Filipe, Albertino Monteiro Crespo, Antero Furtado, Dário Melo Bruno e Rodérico Souto Patuleia, e tomou posse a 1 de Agosto de 1974, nos Paços do Concelho do Bombarral. A primeira decisão significativa tomada por este conselho foi a nomeação da comissão administrativa do Hospital Casimiro da Silva Marques. Em Fevereiro de 1975, após a renúncia de António da Costa, José Célio foi eleito Presidente da Comissão. Por alvará do Sr. Governador Civil, tomou posse em 28 de Abril de 1975.
Por ocasião do Verão Quente de 1975, o Bombarral entrou em estado de sítio durante três dias. Ocorreram diversos assaltos, nomeadamente ao Banco Português do Atlântico e às sedes do PCP e do Movimento de Esquerda Socialista, que foram incendiadas. Neste contexto, emergiram grupos extremistas, autointitulados comunistas, cujas ações acabaram por contribuir para uma percepção negativa da esquerda. Durante este período de instabilidade, José Célio, juntamente com dois elementos da Comissão Administrativa - Albertino Monteiro Crespo e Dr. Fernando Neto Ferreirinha, foram obrigados a deslocar-se ao Quartel das Caldas da Rainha para consultar o Governador Civil, dado que a vila estava a saque. Grupos armados do Bombarral e de áreas vizinhas, empunhando espingardas, matracas e pistolas, levaram ao encerramento do comércio local. Entretanto, Albertino Monteiro Crespo e Antero Furtado, dois elementos influentes da Comissão Administrativa, afastaram-se devido a discordâncias com o Governador Civil de Leiria. Durante este período, José Célio ficou praticamente isolado, continuando a gerir a Câmara até Fevereiro de 1976, o que o obrigou a delegar a maior parte das suas responsabilidades na farmácia. Em Junho de 1975, três membros da Comissão Administrativa filiam-se no PCP, enfrentando perseguição por parte de indivíduos que anteriormente os apoiavam. Sucede-se uma tentativa de realizar novas eleições, em frente aos Paços do Concelho, promovida pelo grupo denominado "amarelos", sendo José Célio incluído numa lista eleitoral sem ter sido previamente consultado. A referida lista obteve pouco mais de trinta votos quando, previamente, no campo de futebol do SCEB, tinham existido centenas de votos. Nas palavras de José Célio: "a manobra foi tal que enganaram o oficial da Força Aérea, vindo da Esquadra do Montejunto e que, ao inteirar-se da situação, se foi embora completamente ofendido com a situação criada. Foi uma coisa carnavalesca!". Bombarralenses, ligados à política, chegaram a mandar tocar o sino a rebate com o objectivo de destiruir a Comissão Administrativa, invadindo os Paços do Concelho para expulsar José Célio da autarquia. Posteriormente, com a saída de outros elementos da Comissão devido a discordâncias políticas, José Célio recusou o convite para presidir a nova comissão, por uma questão de lealdade aos colegas. Sucede-lhe o Dr. Fernando Mouga, que assegurou funções até às eleições autárquicas.
No final da entrevista dada ao jornal "Área Oeste", em 1995, diz: "Hoje choca-me mais a hipocrisia e a subserviência, estando o respeito a ser substituído pelo medo e pelo ódio, mercê da sociedade de consumo em que hoje vivemos. O futuro está na juventude...".

### Família
Casou com Maria Leonide Carvalho Castelo Filipe em 1955, no Santuário do Senhor Jesus do Carvalhal, e tiveram uma filha, Regina Manuela Castelo Filipe, a qual casou casou e teve um filho, Pedro Castelo Filipe Moreira dos Santos.